# Plymouth (Indiana)
Pour les articles homonymes, voir Plymouth.

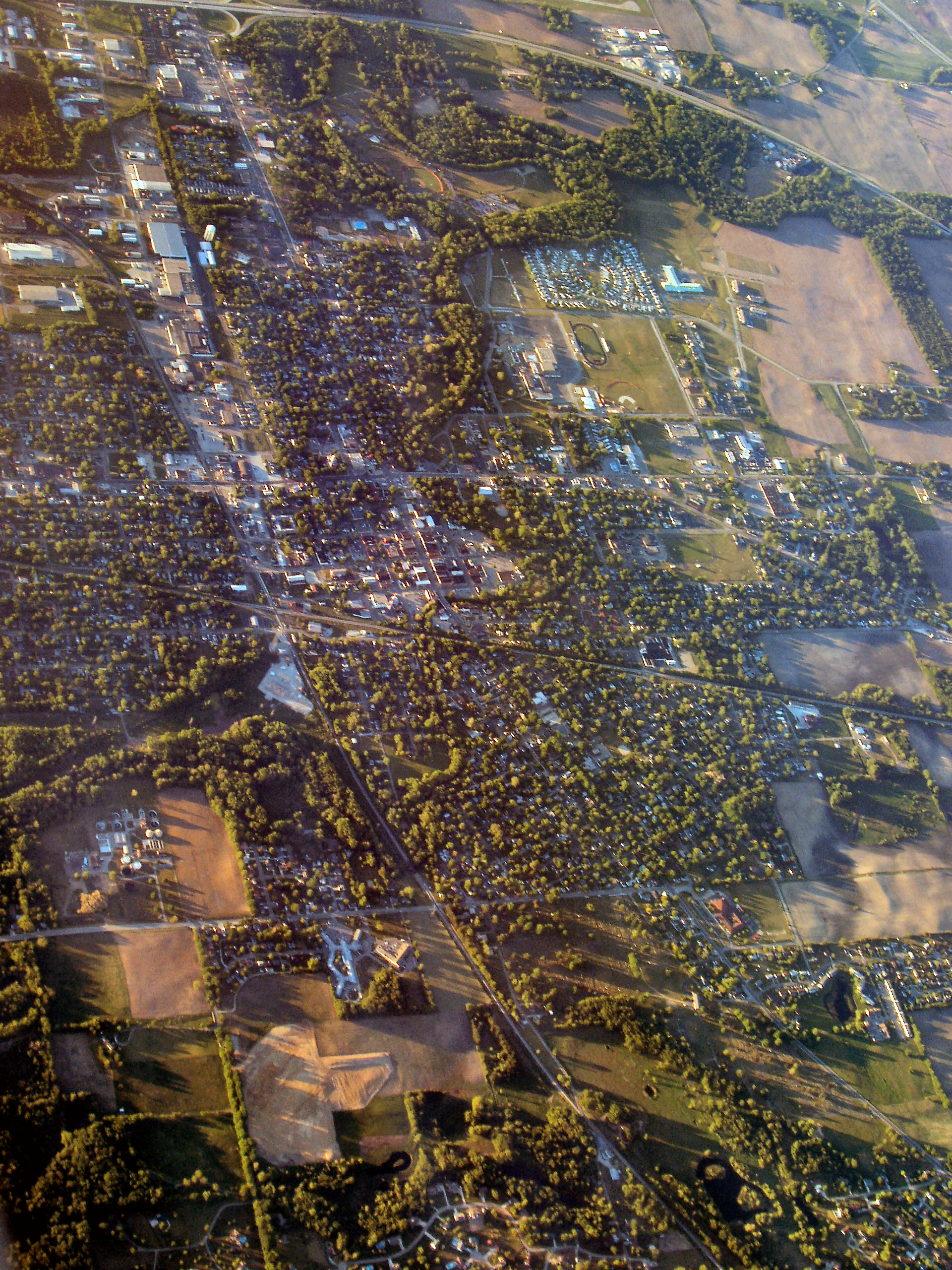
Vue aérienne de Plymouth

La ville américaine de Plymouth est le siège du comté de Marshall, dans l'Indiana. D'après le recensement de 2010, la ville compte 10 033 habitants. 

## Source
- (en) Cet article est partiellement ou en totalité issu de l’article de Wikipédia en anglais intitulé « Plymouth, Indiana » (voir la liste des auteurs).